# Colonna di Igel

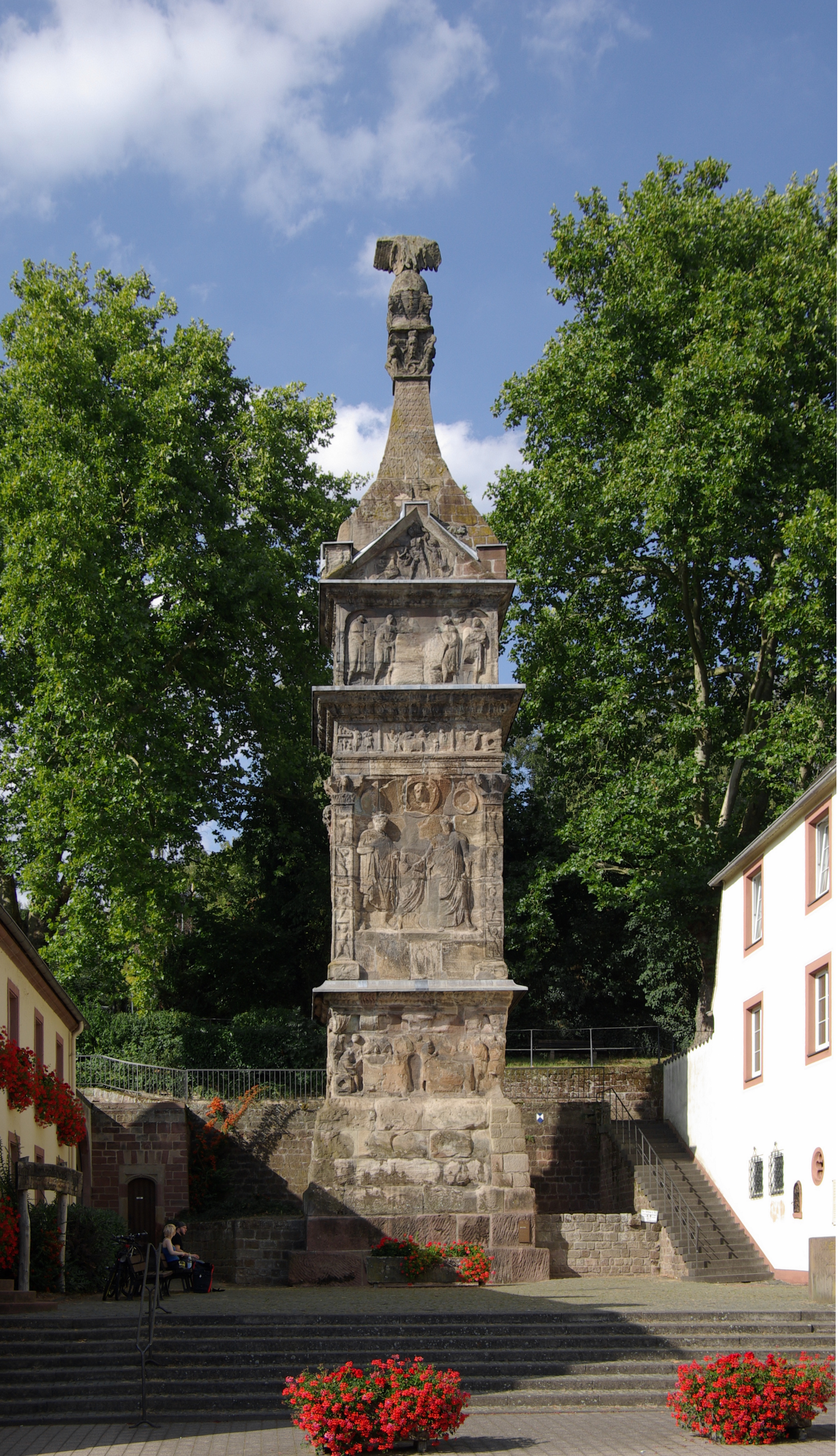
La Colonna di Igel

La Colonna di Igel  (in tedesco Igeler Säule) è una tomba monumentale di epoca romana, situata nel territorio del comune tedesco di Igel, sulla Mosella, a circa 150 km dal cenotafio di Druso di Magonza, nella forma di un mausoleo "a torre". Dopo la caduta dell'Impero romano d'Occidente, esso sfuggì alla distruzione poiché nel medioevo la figura principale sul suo lato meridionale venne ritenuta la riproduzione dell'immagine dell'imperatore Costanzo Cloro con sant'Elena, madre di Costantino il Grande.
Il monumento fa oggi parte del complesso dei Beni patrimonio dell'umanità di Treviri, così inserito nell'elenco dei patrimoni dell'umanità dall'UNESCO nel 1986.

## Descrizione
Si tratta di una struttura architettonica di 23 m di altezza, realizzata in pietra rossa verso il 250 dai fratelli Lucius Secundinius Aventinus e Lucius Secundinius Securus per sé stessi e per gli appartenenti alle loro famiglie. Essa è ornata da numerosi rilievi. Questi mostrano scene di vita e lavoro dei mercanti di stoffa di quei tempi così come scene mitologiche.
La colorazione originale del mausoleo aveva lo scopo, oltre a quello di mantenere il ricordo dei defunti della famiglia, di pubblicizzare l'attività tessile della famiglia dei Secundini. Una ricostruzione dell'aspetto originale che doveva avere la colonna si trova a Treviri, nel Museo regionale renano.
La cima della struttura è abbellita dalla scultura rappresentante un'aquila ad ali spiegate. Oggi questa è fortemente deteriorata dagli agenti atmosferici e si riconosce a mala pena che si tratta di un'aquila. Il nome del comune che ospita la colonna, Igel, trae la sua origine proprio dal termine latino aquila.

## Storia

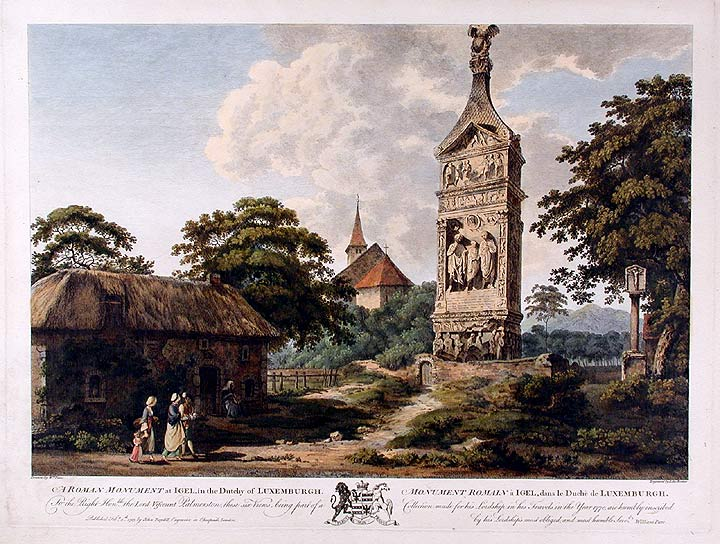
La Colonna di Igel (Incisione di Edward Rooker da un modello di William Pars, 1783)

Il nobile bolognese Fulvio Ruggieri, accompagnando a Treviri il nunzio apostolico Giovanni Francesco Commendone, vescovo di Zante, il 14 gennaio 1562 vide la colonna di Igel e la descrisse in una sua relazione sul viaggio.

### La colonna di Igel e Goethe
Johann Wolfgang von Goethe visitò il monumento il 26 agosto, il 22 ed il 23 ottobre del 1792 e la descrisse con apprezzamento e ne parlò in diversi scritti dedicandogli ancora numerose righe nella sua opera autobiografica del 1792, Campagna in Francia.
La Sayner Hütte presso Bendorf am Rhein, che si era specializzata in procedimenti di fusione metallica di modelli antichi, nel 1829 realizzò una copia lunga 19 pollici della Colonna sul progetto dell'artista Heinrich Zumpft secondo i disegni di Carl Osterwald. Uno dei primi getti in bronzo giunse nel maggio 1829 a Goethe in Weimar.